# 格拉斯哥绿地

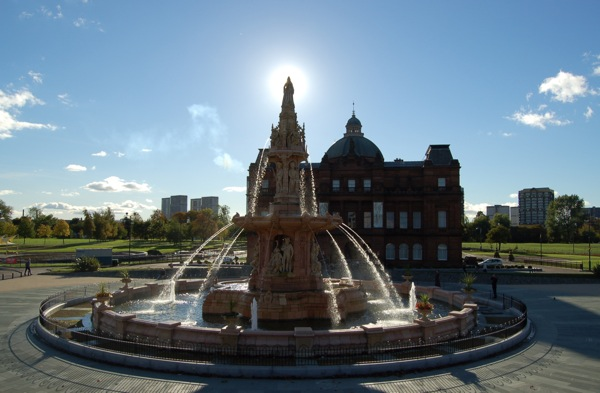

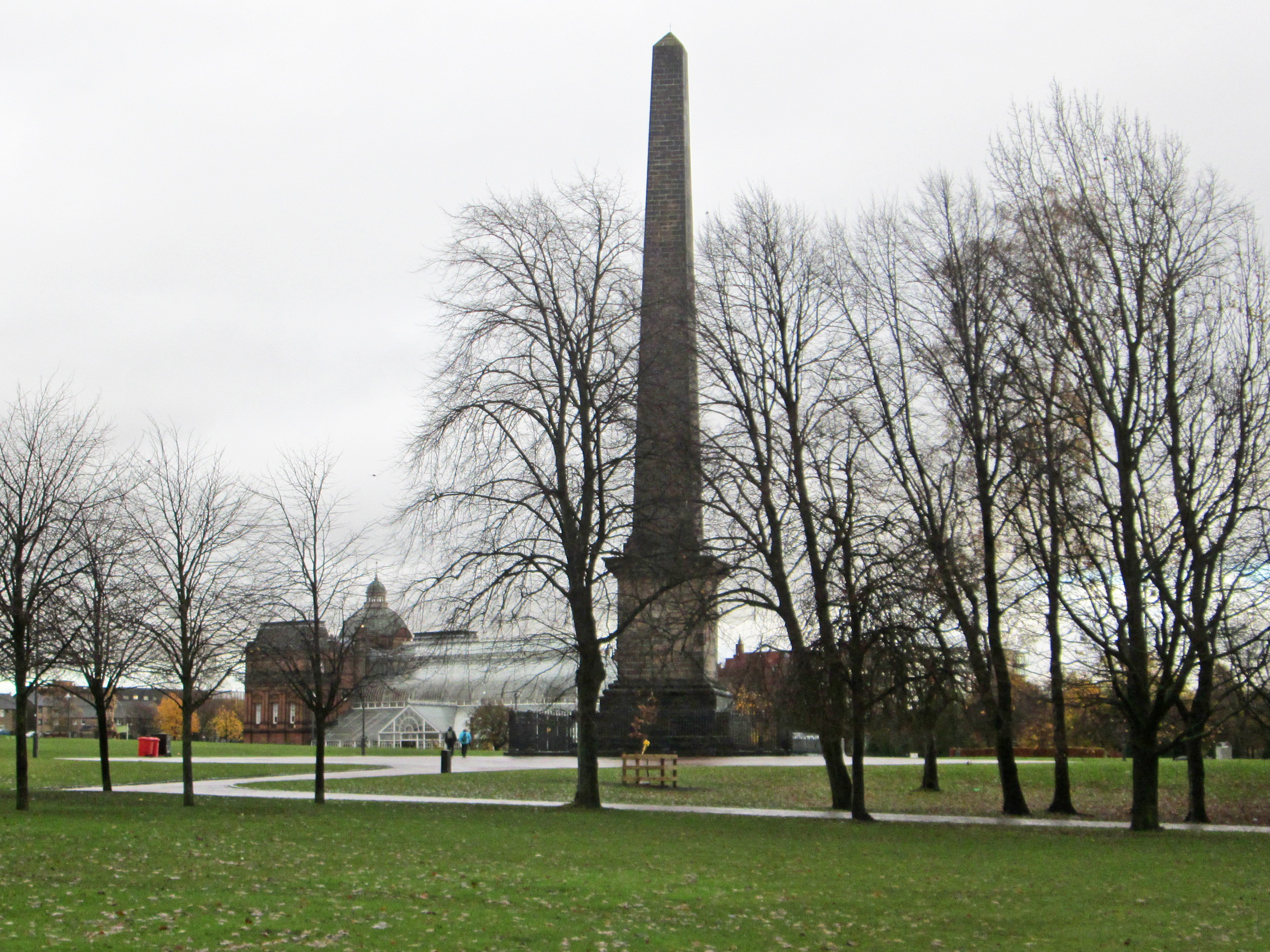
纳尔逊纪念碑

格拉斯哥绿色公园（Glasgow Green）是苏格兰格拉斯哥东部的一个公园，在克莱德河的北岸。它建于15世纪，是该市最古老的公园。

## 地标
- 纳尔逊纪念碑：建于1806年[1]，A类登录建筑[2]
- 圣安德鲁悬索桥：建于1855年，A类登录建筑。

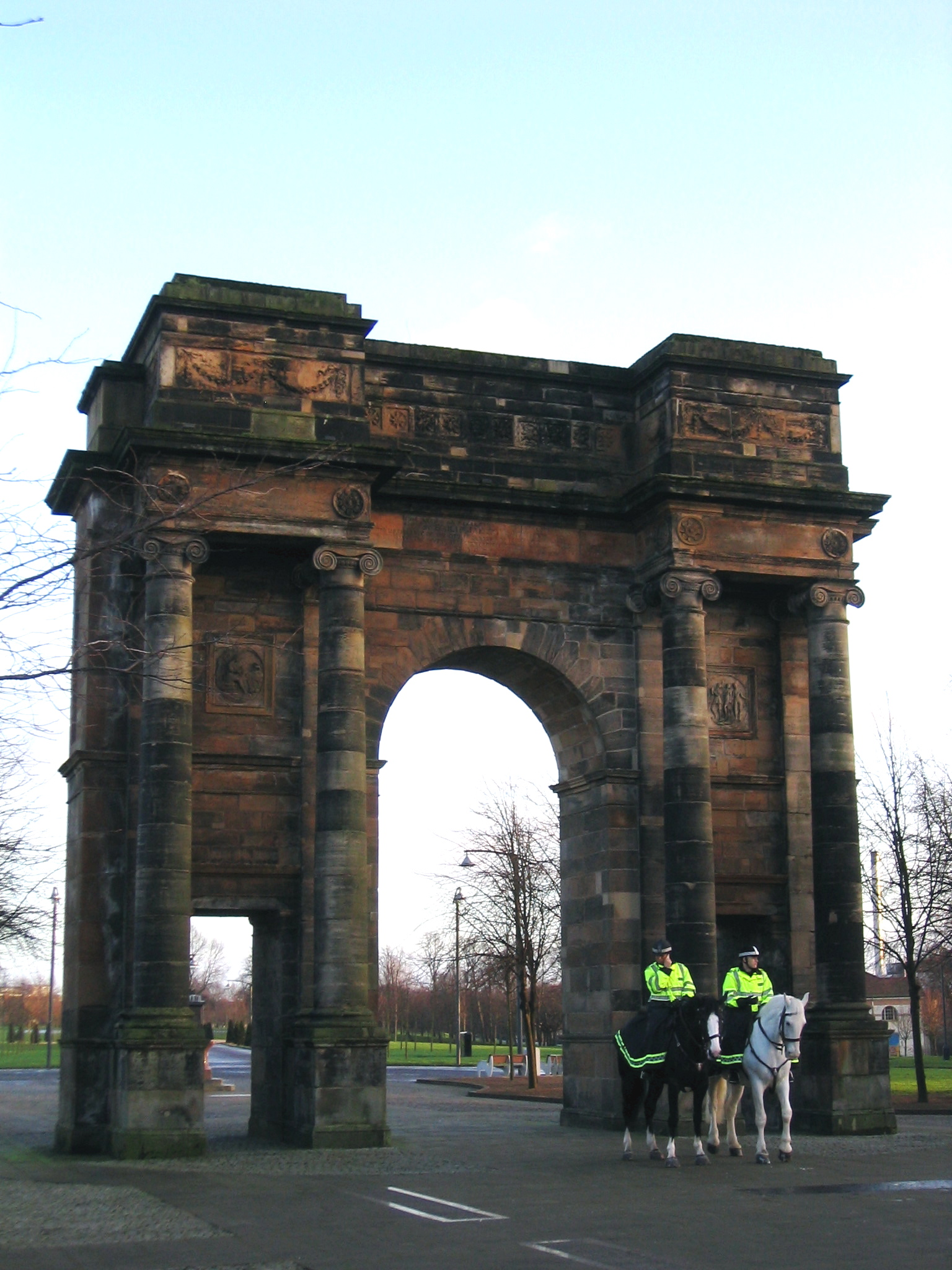
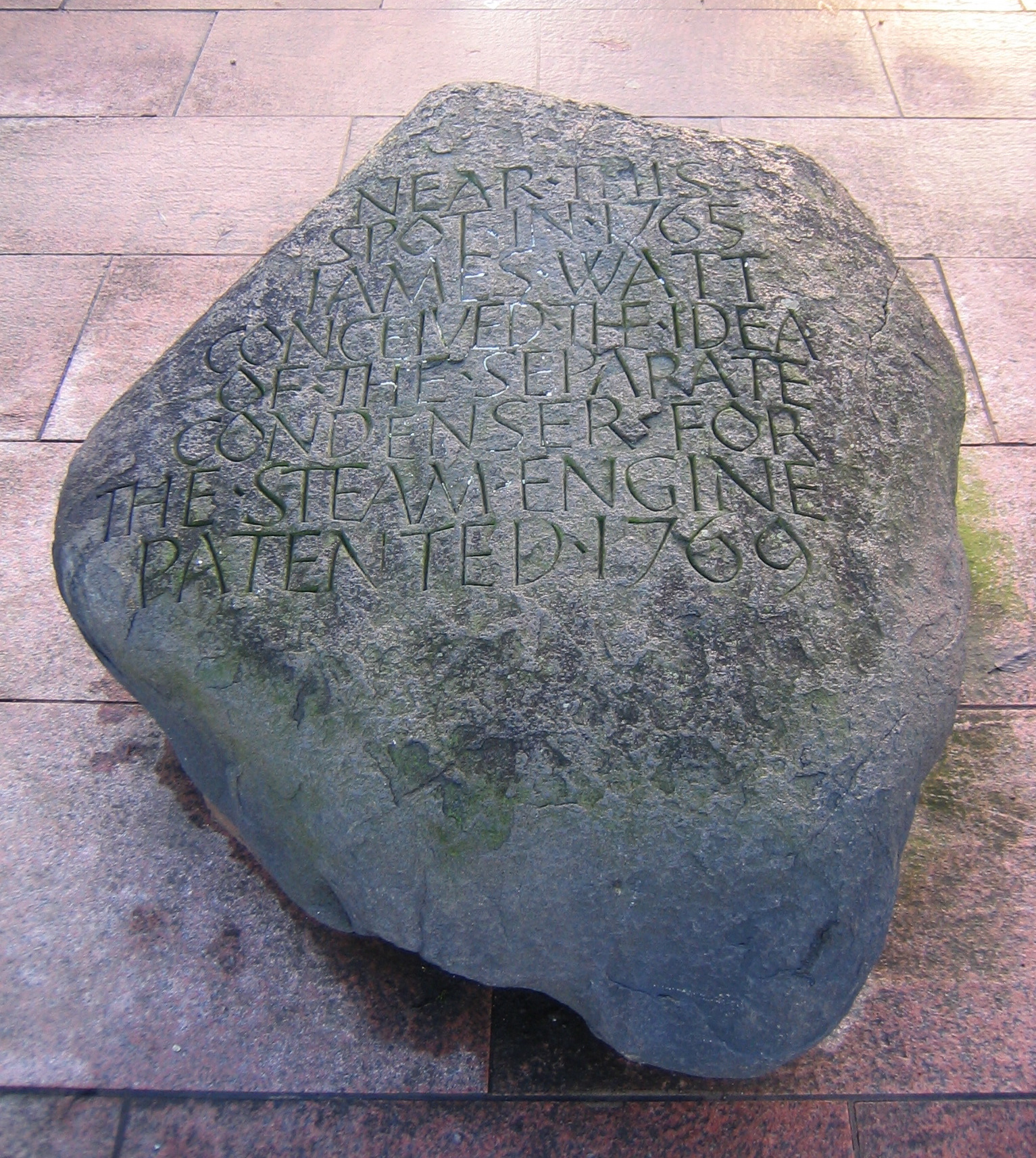
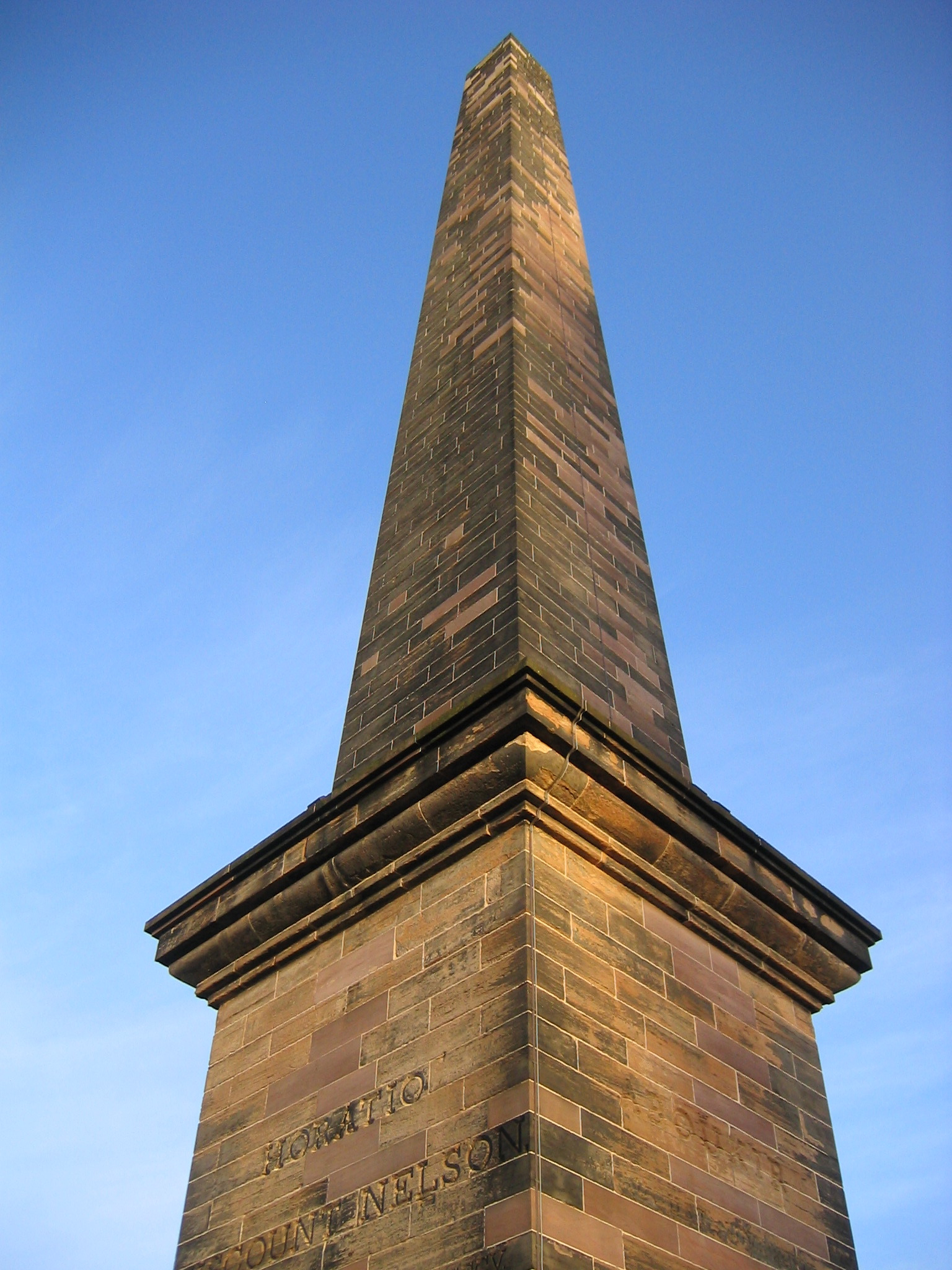
纳尔逊纪念碑
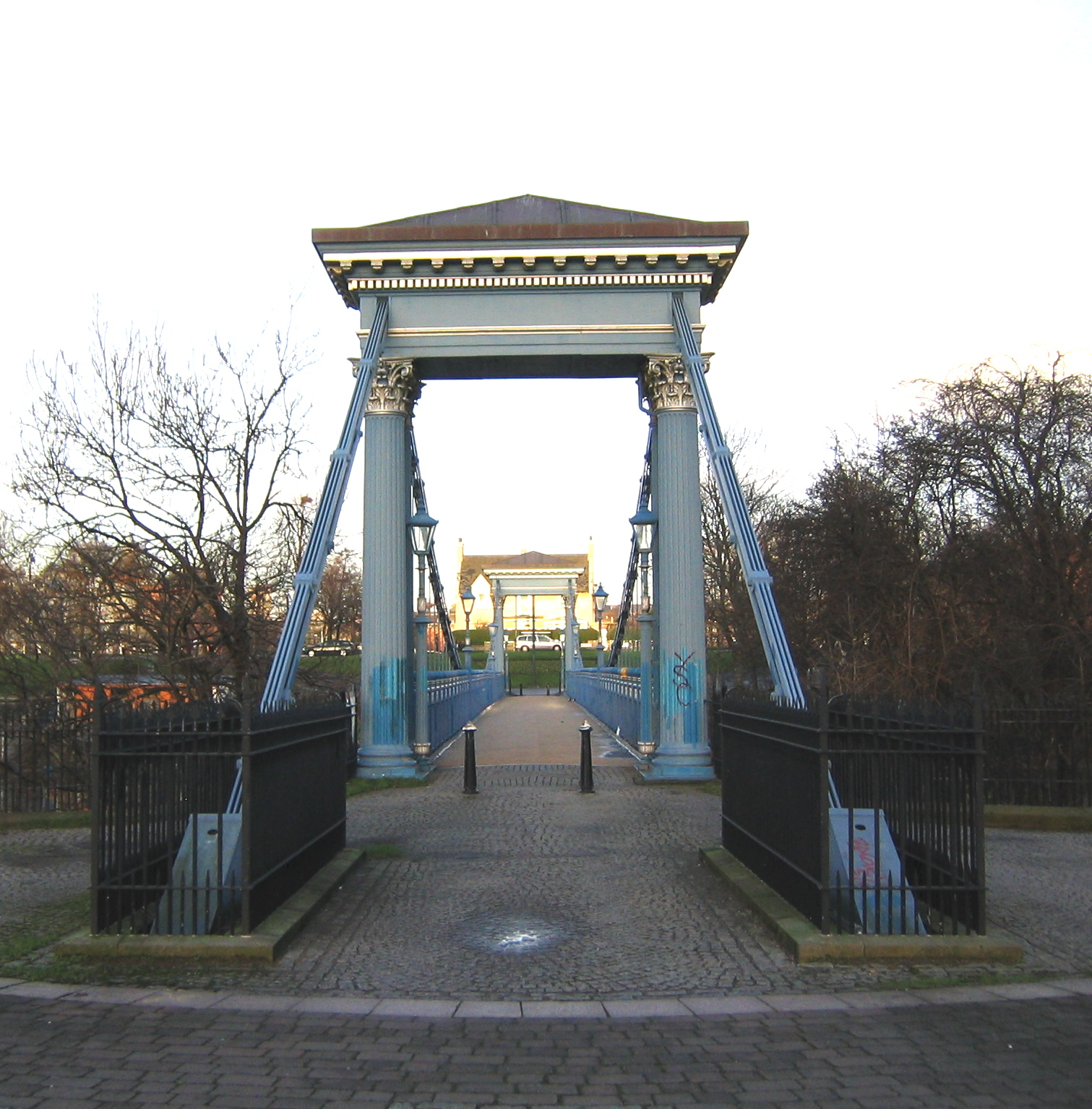
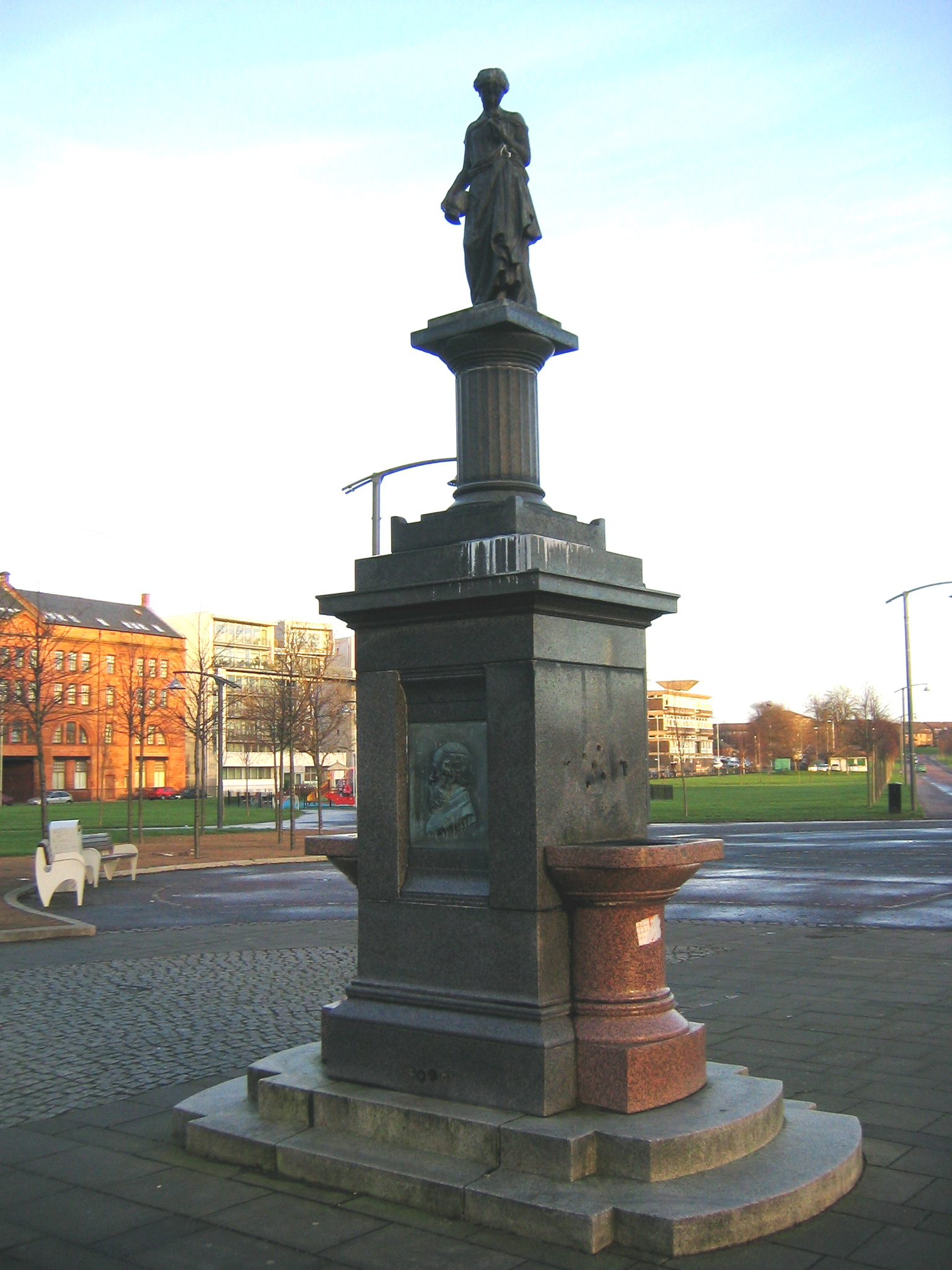
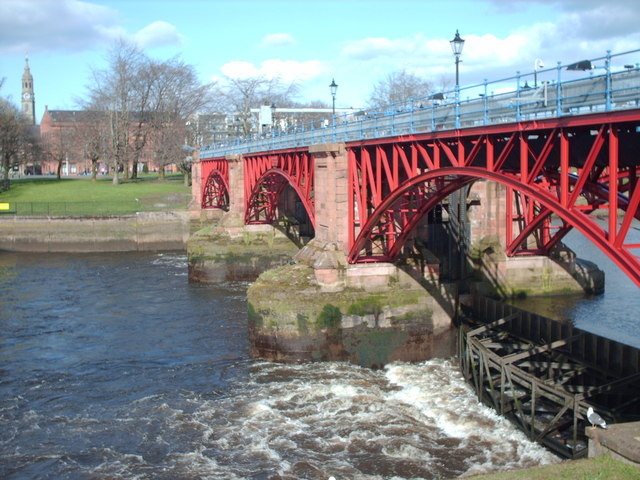

- Templeton 地毯厂：建于1889年
- 喷泉：建于1881年
- 人民宫：建于1898年，A类登录建筑